# Východní polokoule

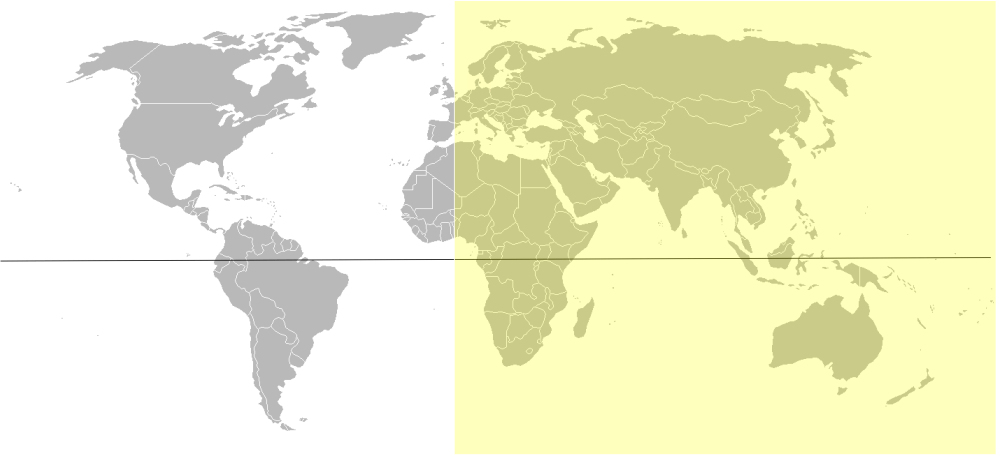
Východní polokoule

Východní polokoule nebo východní hemisféra je část zeměkoule, která se nachází východně od základního poledníku a západně od 180° východní délky, na kterém leží datová hranice. Náleží do ní celá Asie a Austrálie a větší část Evropy, Afriky a Antarktidy.
Druhá polovina zeměkoule se nazývá západní polokoule.